# IC 4462
IC 4462 ist die Bezeichnung einer Balken-Spiralgalaxie im Sternbild Bootes. Die Galaxie hat eine wechselwirkende Beziehung mit der linsenförmigen Galaxie PGC 52123 und ist mit dieser zusammen als Arp 95 katalogisiert. Halton Arp gliederte seinen Katalog ungewöhnlicher Galaxien nach rein morphologischen Kriterien in Gruppen. Diese Galaxie gehört zu der Klasse Spiralgalaxien mit einem elliptischen Begleiter auf einem Arm Atlas of Peculiar Galaxies#Spiralgalaxien mit einem elliptischen Begleiter auf einem Arm (92–101) (Arp-Katalog).
IC 4461 wurde am 22. Juni 1895 von dem Astronomen Stéphane Javelle entdeckt.